# نقولا سعادة نخلة
نقولا سعادة نخلة (24 يونيو 1967 -) هو مغني وملحن ومدير أعمال لبناني.

## حياته ونشأته
ولد في 24 يونيو 1967 في عين زحلتا في قضاء الشوف، درس الموسيقى في جامعة الروح القدس الكسليك.

## مسيرته[3]
- مدير أعمال كارول سماحة سابقاً والفنان أدم.

- ويملك شركة إنتاج(طرب بروداكشين).
- قائداً لفرقة موسيقية
- تعامل نقولا سعادة نخلة مع العديد من الشعراء من بينهم الشاعرة السورية سهام الشعشاع الذي قدم معها أفضل أغانيه مثل بعدك معي - بتعرف وأخيراً أغنية يمكن التي أداها لأول مرة في مقابلة مطولة عرضت على عدة محطات أرضية وفضائية.

## أعماله
- اتجه بعدها للتلحين. وقد لحن للعديد من الفنانين منهم:[4]

## مطربين
- صبحي توفيق - طول ما أنت غايب
- شادي شريف - نسيونا الحبايب
- فارس كرم- لبن العصفور
- نوال الزغبي - شو أخبارك
- وائل جسار - ع الجمر - ماشي
- معين شريف - رسمتك - قلبك طيب
- إبراهيم الحكمي - شو بني
- جوزيف عطية - لا تروحي
- هند - موعد عمر

## أغاني
- أغنية الله معا التي لحنها لعباس إبراهيم هي الأغنية التي انطلق بها إلى عالم الاحتراف ليقدم بعدها العديد من أغاني السنجل مثل كوني مرا، ما اشتقت وغيرها من الأغاني الناجحة.

## ألبوماته
- في عام 2010 صدر أول البوم له بعنوان القلب الحنون ويحتوي على 12 أغنية.

- اغانيه المنفردة: عصر الحضارة - 10452 - خلص - يمكن-بحبك بحبك-مش هيك الرجال بيبقى-ضد القتل

### فيديو كليب
(الله معا) (ما اشتقت) (كوني مرا) (ريتك توئبريني) (القلب الحنون)

## جوائز
- جائزة الموريكس دور كأفضل ملحن، 2006

## وصلات خارجية
- نقولا سعادة نخلة على موقع ديسكوغز (الإنجليزية)